# جمعية فلسطين الإمبراطورية الأرثوذكسية
جمعية فلسطين الإمبراطورية الأرثوذكسية (بالروسية: Императорское православное палестинское общество) واختصاراً (بالروسية: ИППО) هي منظمة علمية تختص بدراسات الشرق الأوسط. تأسست في 8 مايو 1882 من قبل فاسيلي خيتروفو (بالروسية: Васи́лий Никола́евич Хитрово́). بعد موافقة ألكسندر الثالث توسعت أنشطة الجمعية بشكل كبير بحيث عقدت أكثر من 30000 اجتماع خلال عام 1902.
تعرضت الجمعية لترميمات وتغيرات في الإسم والأهداف في أعوام 1919، 1922، 1925، 1930، 1952، 1986، 1989، 1992، 2002 و 2003. غُيرَ اسم الجمعية إلى الجمعية الفلسطينية الروسية (بالروسية:  Российское Палестинское Общество) بعد الثورة البلشفية وأصبحت ملحقةً بأكاديمية العلوم في اتحاد الجمهوريات الاشتراكية السوفياتية. بعد انهيار الاتحاد السوفيتي استعادت الجمعية اسمها الأصلي في 22 مايو 1992.
اليوم هي نشطة داخل الاتحاد الروسي وكذلك في خارجه ولها فروع في:
- فارنا، بلغاريا
- بيت لحم، فلسطين
- القدس، فلسطين
- كييف ، أوكرانيا
- لارنكا، قبرص
- عمان، الأردن

## أهم الأحداث
في سبتمبر 2008 قررت حكومة إسرائيل إعادة المبنى الذي كان يستخدم لإيواء بيت ضيافة القديس سرجيوس للزوار الأرثوذكس الروس إلى القدس والمعروف أيضاً باسم بعثة القديس سرجيوس في القدس والذي ذمَّ سابقاً وزارة العدل الإسرائيلية.

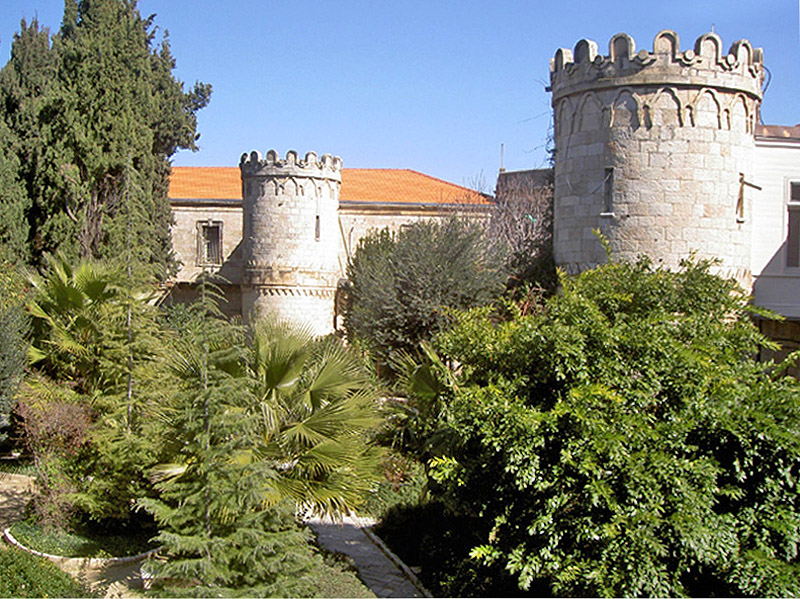
ساحة سيرجي في القدس ، التي نقلت إسرائيل ملكيتها إلى روسيا في عام 2008 ، لتديرها جمعية الإمبراطورية الأرثوذكسية الفلسطينية..

في كانون الأول 2019 ، نقلت وزارة العدل الإسرائيلية ساحة الإسكندر التاريخية في القدس إلى جمعية فلسطين الإمبراطورية الأرثوذكسية الروسية، والتي ربطها العديد من المعلقين بالتفاوض على إطلاق سراح نعمة يسسخار.
في كانون الأول 2019 نقلت وزارة العدل الإسرائيلية ساحة الإسكندر التاريخية في القدس إلى جمعية فلسطين الإمبراطورية الأرثوذكسية الروسية والتي ربطها العديد من المعلقين بالتفاوض على إطلاق سراح نعمة يسسخار.

## التاريخ
في عام 1886 أسست الجمعية دار المعلمين الروسية (بالروسية: Мужская учительская семинария в Назарете) في الناصرة.